# Lijst van partijleiders van de ChristenUnie
De partijleider van de ChristenUnie is tijdens de Tweede Kamerverkiezingen de lijsttrekker. Meestal bekleedt de partijleider de functie van fractievoorzitter in de Tweede Kamer maar soms neemt de partijleider zitting in een kabinet.

## Partijleiders
| Partijleiders | Partijleiders            | Partijleiders                        | Termijn                            | Leeftijd | Functie(s) als leider / Overige functie(s) | Functie(s) als leider / Overige functie(s)                                                                                                | Stroming | Lijsttrekker |
| ------------- | ------------------------ | ------------------------------------ | ---------------------------------- | -------- | --- | --- | -------- | ------------ |
|               |                          | dr. K. (Kars) Veling (1948–2025)     | 17 januari 2001 – 12 november 2002 | 52–54    | Lid Eerste Kamer (1991–2002) Lid Tweede Kamer (2002) Fractievoorzitter Tweede Kamer (2002) | Fractievoorzitter Eerste Kamer (GPV) (1991–1999)                                                                                          | GPV      | 2002         |
|               | A. (André) Rouvoet       | mr. A. (André) Rouvoet (1962)        | 12 november 2002 – 28 april 2011   | 40–49    | Lid Tweede Kamer (1994–2007) (2010–2011) Fractievoorzitter Tweede Kamer (2002–2007) (2010–2011) Minister voor Jeugd en Gezin (2007–2010) Vicepremier (2007–2010) Minister van Onderwijs, Cultuur en Wetenschap (2010) | | RPF      | 2003         |
| 2006          | A. (André) Rouvoet       | mr. A. (André) Rouvoet (1962)        | 12 november 2002 – 28 april 2011   | 40–49    | Lid Tweede Kamer (1994–2007) (2010–2011) Fractievoorzitter Tweede Kamer (2002–2007) (2010–2011) Minister voor Jeugd en Gezin (2007–2010) Vicepremier (2007–2010) Minister van Onderwijs, Cultuur en Wetenschap (2010) | | RPF      |              |
| 2010          | A. (André) Rouvoet       | mr. A. (André) Rouvoet (1962)        | 12 november 2002 – 28 april 2011   | 40–49    | Lid Tweede Kamer (1994–2007) (2010–2011) Fractievoorzitter Tweede Kamer (2002–2007) (2010–2011) Minister voor Jeugd en Gezin (2007–2010) Vicepremier (2007–2010) Minister van Onderwijs, Cultuur en Wetenschap (2010) | | RPF      |              |
|               | A. (Arie) Slob           | drs. A. (Arie) Slob (1961)           | 28 april 2011 – 10 november 2015   | 49–53    | Lid Tweede Kamer (2002–2015) Fractievoorzitter Tweede Kamer (2011–2015) | Lid Tweede Kamer (2001–2002) Fractievoorzitter Tweede Kamer (2007–2010) Minister voor Basis- en Voortgezet Onderwijs en Media (2017–2022) | GPV      | 2012         |
|               | G.J.M. (Gert-Jan) Segers | drs. G.J.M. (Gert-Jan) Segers (1969) | 10 november 2015 – 17 januari 2023 | 46–53    | Lid Tweede Kamer (2012–2023) Fractievoorzitter Tweede Kamer (2015–2023) | | RPF      | 2017         |
| 2021          | G.J.M. (Gert-Jan) Segers | drs. G.J.M. (Gert-Jan) Segers (1969) | 10 november 2015 – 17 januari 2023 | 46–53    | Lid Tweede Kamer (2012–2023) Fractievoorzitter Tweede Kamer (2015–2023) | | RPF      |              |
|               | M.H. (Mirjam) Bikker     | mr. M.H. (Mirjam) Bikker (1982)      | 17 januari 2023 – heden            | 40–      | Lid Tweede Kamer (sinds 2021) Fractievoorzitter Tweede Kamer (sinds 2023) | Lid Eerste Kamer (2015–2021) Fractievoorzitter Eerste Kamer (2019–2021)                                                                   |          | 2023         |